# Waar is de zon
Waar is de zon is een lied geschreven door Edwin Schimscheimer en Coot van Doesburgh. Het werd gezongen door Willeke Alberti op het Eurovisiesongfestival 1994 in Dublin, begeleid door een orkest onder leiding van Harry van Hoof. Nederland en ook Willeke waren nogal enthousiast over deze inzending. Willekes loopbaan had dankzij onder meer Paul de Leeuw een herstart beleefd en Willeke zag een grote kans nu eens op het Eurovisiesongfestival mee te mogen doen. Het enthousiasme werd deels getemperd door haar toenmalige schoonvader John de Mol sr.. Hij waarschuwde haar vooraf, dat het behalve een groot succes ook weleens een domper kon worden. Hij bleek een vooruitziende blik te hebben. Willeke kreeg alleen van Oostenrijk vier punten en eindigde daarmee op de twee na laatste plaats waardoor Nederland in 1995 niet deel mocht nemen.
Waar is de zon verscheen op het album Zomaar mijn dag, waarop ook de andere nummers uit de voorselectie stonden.

## Hitnotering
Ook het publiek liet het qua verkopen afweten.

### Nederlandse Top 40
| Positie: | 37 | 33 | 39 | uit |

### NederlandseMega top 50
| Positie: | 42 | 32 | 29 | 34 | uit |

## Ricky Clair
Een lied met dezelfde titel werd in 1974 opgenomen door Ricky Clair als B-kant van haar single Bij de Acropolis. Het was haar enige single, daarna ontbreekt elk spoor van de zangeres. het verscheen op Golden Lion, platenlabel van muziekproducent Freddy Golden.
1956: De vogels van Holland / Voorgoed voorbij · 1957: Net als toen · 1958: Heel de wereld · 1959: 'n Beetje · 1960: Wat een geluk · 1961: Wat een dag · 1962: Katinka · 1963: Een speeldoos · 1964: Jij bent mijn leven · 1965: 't Is genoeg · 1966: Fernando en Filippo · 1967: Ring-dinge-ding · 1968: Morgen · 1969: De troubadour · 1970: Waterman · 1971: Tijd · 1972: Als het om de liefde gaat · 1973: De oude muzikant · 1974: Ik zie een ster · 1975: Ding-a-dong · 1976: The party's over · 1977: De mallemolen · 1978: 't Is O.K. · 1979: Colorado · 1980: Amsterdam · 1981: Het is een wonder · 1982: Jij en ik · 1983: Sing me a song · 1984: Ik hou van jou · 1986: Alles heeft ritme · 1987: Rechtop in de wind · 1988: Shangri-la · 1989: Blijf zoals je bent · 1990: Ik wil alles met je delen · 1992: Wijs me de weg · 1993: Vrede · 1994: Waar is de zon · 1996: De eerste keer · 1997: Niemand heeft nog tijd · 1998: Hemel en aarde · 1999: One good reason · 2000: No goodbyes · 2001: Out on my own · 2003: One more night · 2004: Without you · 2005: My impossible dream · 2006: Amambanda · 2007: On top of the world · 2008: Your heart belongs to me · 2009: Shine · 2010: Ik ben verliefd (sha-la-lie) · 2011: Never alone · 2012: You and me · 2013: Birds · 2014: Calm after the storm · 2015: Walk along · 2016: Slow down · 2017: Lights and shadows · 2018: Outlaw in 'em · 2019: Arcade · 2020: Grow · 2021: Birth of a new age · 2022: De diepte · 2023: Burning daylight · 2024: Europapa